# Крамар Євген
Крамар Євген (* 18 лютого 1933, с. Псари, тепер Рогатинського району — † 2 лютого 1992, Івано-Франківськ) — український історик, поет і дисидент.
Закінчив семирічку, навчався у Рогатинській середній школі, навчання закінчив на Львівщині. 1952 року його виключають з Львівського університету за «антирадянські вислови» та вислали в Томську область на лісозаготівлі.
1953 року реабілітований, поновлюється на навчанні в університеті. 1956 з відзнакою закінчив юридичний факультет Львівського університету.
В 1956–1973 роках — слідчий прокуратури Молдавської РСР, адвокат Волинської і Одеської обласних колегій адвокатів.
1965 року звільнений з посади адвоката в Одеській області «за власним бажанням» — відмовився взяти участь у виборах до місцевих рад.
В 1973−1981 роках без роботи — проти нього порушено адміністративну і дві кримінальні справи та засуджено до радянської «психушки» — після його звернення зі скаргою до ЦК КПУ на незаконні дії слідчих, прокурорів та судових працівників.
У липні 1975 року силоміць доправлений до Львівської психіатричної лікарні. Через місяць звільнений з випискою «психічно здоровий». Восени справу припинено через брак доказів.
В 1982–1990 — чорноробочий Горохівського хлібокомбінату Волинської області.
З травня 1990 — завідувач юридичного відділу Івано-Франківського обласного виконкому.
З 1978 року радянська цензура заборонила друкувати його твори в УРСР. Друкувався за кордоном — видавництва «Визвольний шлях» (Мюнхен), «Наша культура» (Варшава), «Нова думка» (Югославія).
Автор праць:
- «З минулого України» Торонто, 1984,
- «Від апостола Андрія до князя Володимира» Івано-Франківськ, 1992,
- вірша «Христос Воскрес!» (у книзі: Хрестоматія української релігійної літератури. — Мюнхен-Лондон, 1988).
- «Гагаузький етюд»,
- «Дещо з генеалогії назви „козак“»,
- «З допомогою тотемічного ключа»,
- «Живий хозарський слід на Україні»,
- «Маловідомий епізод з життя і творчости Івана Франка»,
- «Славетна українка в султанському дворі»,
- «Справа Кочубея й Іскри»,
- «Цигани»,
- «Чому князь Всеслав Полоцький гасав вовком?».

У рукописі залишилася збірка поезій «Журавлі». Досліджував дороги Тараса Шевченка на Волині.

## Витоки
- Видатні діячі Прикарпаття [Архівовано 21 листопада 2012 у Wayback Machine.]
- Волинь-Рівне [Архівовано 10 березня 2016 у Wayback Machine.]
- Учасник правозахисного руху [Архівовано 15 грудня 2013 у Wayback Machine.]